# Литвиненкове
Литвине́нкове (до 1945 року — Кєн-Тога́й, крим. Keñ Toğay) — село в Україні, у Білогірському районі Автономної Республіки Крим. Підпорядковане Зуйській селищній раді.
Відстань від райцентру до населеного пункта становить 23 кілометрів по прямій.
За даними селищної ради на 2009 рік село займало площу 182,8 га на якій у 435 дворах, проживало 1756 осіб.

### Мова
Розподіл населення за рідною мовою за даними перепису 2001 року:
| Мова              | Кількість | Відсоток |
| ----------------- | --------- | -------- |
| російська         | 769       | 53.00 %  |
| кримськотатарська | 470       | 32.39 %  |
| українська        | 106       | 7.31 %   |
| вірменська        | 11        | 0.76 %   |
| білоруська        | 1         | 0.07 %   |
| болгарська        | 1         | 0.07 %   |
| інші/не вказали   | 93        | 6.40 %   |
| Усього            | 1451      | 100 %    |

## Історія
Село відоме з часів Кримського ханства, в його останній період Кєн-Тогай входив до Зуїнського кадилика Акмечеетського каймаканства, перша документальна згадка зустрічається в Камеральному Описі Криму… 1784 року.
За Відомістю про всі селища в Сімферопольському повіті, що складаються зі свідченням у якій волості скільки числом дворів і душ … від 9 жовтня 1805 року, в селі Кентогай був 21 двір і 222 мешканці, виключно кримські татари.
У «Списку населених місць Таврійської губернії за даними 1864 року», складеному за результатами VIII ревізії 1864 року, Кєнтогай — володарське російське село з 8 дворами, 38 жителями, з мечеттю при річці Зує.
У 1880 року німцями-лютеранами на 1850 десятинах землі в селі заснована колонія.
Згідно з «…Пам'ятною книжкою Таврійської губернії на 1892 рік», у селі Кєнтугай значилося 73 мешканці в 17 домогосподарствах, всі безземельні.
Згідно зі Списком населених пунктів Кримської АРСР по Всесоюзному перепису 17 грудня 1926 року, в селі Кентугай було 39 дворів, з них 32 селянських, населення становило 209 осіб, з них 180 росіян, 18 вірмен, 11 німців та 2 кримських татар.
У 1941 році з села були депортовані німці, у 1944 році — кримські татари. 21 серпня 1945 року Указом Президії Верховної Ради РРФСР Кєнтугай перейменували на Литвиненкове.
У 1960-х роках до села приєднали сусіднє село Підгірне (до 1948 року село Каясти Татарські та болгарська колонія Каясти Болгарські).